# Epiphryne undosata
Epiphryne undosata là một loài bướm đêm trong họ Geometridae.